# BloodRayne
BloodRayne – komputerowa gra akcji wyprodukowana przez Terminal Reality i wydana przez Majesco. Gra dostępna jest na komputery PC (premiera – maj 2003 r.), jak i konsole – PlayStation 2, Xboxa oraz GameCube’a (premiera – październik 2002 r.).
Nazwa gry pochodzi od pseudonimu głównej bohaterki, stanowiącego grę słów: blood w języku angielskim znaczy krew, a imię Rayne czyta się podobnie do rain (deszcz) i reign (rządy).
Gra lekko opiera się na Nocturne, grze Terminal Reality z 1999 roku, np. postać BloodRayne posiada niektóre cechy Svetlany, jednej z bohaterek Nocturne’a, również dhampira specjalizującego się w walce z wampirami, a koncepcja Brimstone Society jest bardzo zbliżona do koncepcji Spookhouse, nocturne’owej agencji. Głos agenta Brimstone Society z wprowadzenia BloodRayne jest dokładnie taki sam jak głos Nieznajomego, protagonisty Nocturne’a.

## Fabuła
Akcja ma miejsce w 1933 i 1938 roku, tuż przed II wojną światową. Jako agent Brimstone Society Rayne odwiedza wiele różnych miejsc (małe bagniste miasteczko w Luizjanie, nazistowską fortecę w Argentynie i stare zamczysko w Niemczech), by zmierzyć się z nadnaturalnymi potworami i nazistowską armią.

## Postacie zBloodRayne

### Rayne
Rayne jest główną bohaterką obu gier. Jest ona krwiożerczą amerykańską wampirzycą, urodzoną ok. 1915-1916 po tym, jak jej matka została zgwałcona przez jej wampirzego ojca, Kagana. On zamordował później całą rodzinę jej matki, więc jedynym członkiem rodziny, do którego mogłaby się zwrócić Rayne, był on. To nie był akt okrucieństwa, lecz jego sposób postępowania ze wszystkimi dhampirami, które „stworzył”. prawdopodobnie po to, by ludzie się nie zbuntowali i nie użyli przeciwko nim ich naturalnych słabości słońca, świętych przedmiotów i wody.

### Jürgen Wulf i Gegengeist Gruppe (GGG)
Główny przeciwnik w grze BloodRayne, Jürgen Wulf, był fikcyjnym Niemieckim oficerem, który uciekł do Ameryki Południowej, by uniknąć kary za swe zbrodnie podczas II wojny światowej. Utworzył Gegengheist Gruppe (GGG), grupę, która miała za zadanie udostępnienie Hitlerowi nadnaturalnych mocy przez użycie okultystycznych metod, konkretnie przez odnalezienie i złożenie szczątków Beliara.
Pomimo podeszłego wieku, Wulf posiadał nadludzką siłę i moce dzięki temu, ze spędził ostatnie 30 lat swego życia, systematycznie wyszukując i implantując szczątki Beliara do swego ciała. W czasie, gdy działa się akcja gry BloodRayne, Wulf posiadał następujące części ciała Beliara: oko, rękę, żebra i zęby (więcej o nich w części artykułu poświęconej Beliarowi).
Pomimo jego mocy, Rayne zakończyła jego życie, odcinając mu głowę pod koniec gry, kończąc tym samym GGG.

#### High Priest Von Blut
Nazywał siebie Wysokim Kapłanem Thule i nosił białą szatę z kapturem podobnym do kapturów członków Ku Klux Klanu. Wierzył, że rasa aryjska to potomkowie mieszkańców Atlantydy i że Beliar był ich wielkim przywódcą, który został rozerwany na kawałki podczas zniszczenia Atlantydy, co było jednak tylko złudzeniem. Mimo że nie miał żadnych nadnaturalnych ulepszeń jak inni członkowie GGG, jego ambona była opancerzona, mogła poruszać się na szynie biegnącej wzdłuż pomieszczenia i była zaopatrzona w karabin maszynowy Maxim. Nazwisko Von Bluta znaczy po niemiecku „krew”.

#### Infantry General D. Mauler
Brutal, jego siła fizyczna została w dużym stopniu zwiększona przez nazistów. Był dwa razy większy od normalnego człowieka i pokryty różnymi cybernetycznymi ulepszeniami. Powiedział Rayne prawdę o Beliarze, dodając, że Von Blut nie wiedział nic poza kłamstwami. Mauler używał tylko swojej fizycznej siły (potrafił zmiażdżyć swoim uderzeniem betonową ścianę lub kolumnę), nie posiadał żadnego rodzaju broni palnej.

#### Dr Báthory Mengele
Znana też jako the Butcheress, była tą, która karmiła Daemity więźniami i niektórymi swoimi własnymi żołnierzami. Była również dumna z bycia potomkinią Elżbiety Bathory. Báthory walczyła, używając piły i wielkiego szpikulca zamocowanych na jej przedramieniach, tak jak ostrza Rayne.

#### Kommando
Tajemniczy oficer GGG, zamknięty od stóp do głów w metalowym pancerzu, który nigdy nie wymówił ani słowa i nie pokazał swojej twarzy.

#### Sigmund i Simon Kreiger
Znani także jako Bliźnięta Doppelgänger, para narcystycznych identycznych bliźniaków. Urodzili się połączeni ramieniem, jednak później ich rozdzielono, przez co każdy z nich miał po jednym ramieniu. Każdy z nich walczył metalowymi swastykami. Biegali nienaturalnie szybko dookoła kolumn, za którymi się chowali. Byli oni zaintrygowani pięknem, umiejętnościami i ciętym językiem Rayne, i byli bardziej zainteresowani flirtowaniem z nią niż walką.

### Mynce
Tybetańska dhampirzyca z Brimstone Society, miała takie same umiejętności jak Rayne i była tą, która swoim doświadczeniem pomogła Rayne w wykonaniu jej pierwszej misji (dała jej również harpun, który szybko stał się ważną bronią w jej arsenale). Na początku pierwszej części BloodRayne Mynce i Rayne znalazły się w Luizjanie, by zbadać, co powoduje groteskowe mutacje u mieszkańców. Pod koniec misji, gdy Mynce podczas pilnowania mauzoleum patrzyła właśnie na żabę, została zaatakowana od tyłu przez pająkopodobnego potwora zwanego Maraisreq. Potwór połknął ją żywcem i oddalił się w nieznanym kierunku, zanim Rayne zdążyła zareagować. Od tego momentu Mynce była uznawana za martwą.

### Hedrox the Infinite
Hedrox to starożytny i potężny wampirzy wódz. Nie był on, jak większość wampirów podobny do człowieka, lecz miał bardziej zwierzęcą sylwetkę, czarne futro i łapy z długimi pazurami. Tak jak „zdziczałe wampiry” (które opanowały niemiecki zamek, w którym dzieje się trzeci akt gry) należał on do nowogwinejskiej rasy wampirów, dawno temu odciętej od świata.

### Beliar
Według gry Beliar był pierwszym władcą piekła, jednak strącił go z tronu upadły anioł zwany Mefisto (lub Mefistofeles). Został rozdarty na kawałki, a jego ciało zostało rozrzucone po całej Ziemi jako piekielne relikwie. Imię Beliara pochodziło od wspomnianego w Biblii demona Beliala.

## Kontynuacja
Druga część gry o nazwie BloodRayne 2 wydana została 12 października 2004 (2 sierpnia 2005 na komputery osobiste), a towarzyszyła jej zakrojona na szeroką skalę akcja reklamowa, której częścią była m.in. rozbierana sesja Rayne do amerykańskiego wydania magazynu „Playboy”.
Nie kontynuuje bezpośrednio wydarzeń z części pierwszej, zamiast tego dzieje się w czasach współczesnych.